# (37163) Huachucaclub
(37163) Huachucaclub est un astéroïde de la ceinture principale.

## Description
(37163) Huachucaclub est un astéroïde de la ceinture principale. Il fut découvert le 19 novembre 2000 à l'observatoire Junk Bond par Jeffrey S. Medkeff et David B. Healy. Il présente une orbite caractérisée par un demi-grand axe de 2,57 UA, une excentricité de 0,17 et une inclinaison de 15,6° par rapport à l'écliptique.

## Compléments